# メンタル強め美女白川さん
『メンタル強め美女白川さん』（メンタルつよめびじょしらかわさん、英語: Miss Shirakawa is the beautiful woman having strong mental!）は、獅子による漫画作品。Twitterで2019年10月より連載を開始したところ、反響を呼び書籍化された。2024年7月時点で単行本6冊が発行され、累計発行部数は90万部を突破している。
「私は私、可愛く、強く！」をモットーに笑顔と自己肯定力の高さで生きる白川さんのマインドや言葉が、様々なコンプレックスや心の傷を抱える女性たちに優しく寄り添う様が描かれる。
2022年1月には早見沙織ら声優出演のボイスコミック動画が公開されている（後述）。
テレビ東京系列にて、井桁弘恵主演でテレビドラマ化され、同年4月7日から6月23日まで放送された。

## 登場人物
白川 桃乃（しらかわ ももの）
25歳。営業事務。「私は私、可愛く、強く！」がモットー。何事にも前向きな「メンタル強め美女」。
周囲のひがみやマウントなどは笑顔でかわす。コスメやオシャレや可愛い物が大好き。
自分の心を客観的にみて、ポジティブな方向に切り替えができ、人に寄り添う優しい心を持つ。
町田 杏花（まちだ きょうか）
33歳。経理課。梅本と同期。真面目で温厚な、白川のお姉さん的存在。ぽっちゃり体型がコンプレックス。
ダイエットのため一駅歩いて帰っている。白川に誘われて一緒に帰って以来、白川とのウォーキングが趣味。
梅本 カンナ（うめもと カンナ）
33歳。営業事務。最初は白川に冷たかったが、白川と部長との不倫疑惑を一蹴したのをきっかけに親しくなる。
毒舌だけど友達思いなツンデレ女子。町田からは「梅ちん」と呼ばれている。飲み会で白川、町田、朝比奈に自分を含めて「フルーツ4人娘」と名付ける。
朝比奈 林檎（あさひな りんご）
22歳。白川と同じ課の新入社員。身長173cm。くせ毛、そばかすなど外見コンプレックスが多い。
白川から親身にメイクのアドバイスをしてもらい、デパコスデビューにも付き添ってもらっている。
羽柴 美雪（はしば みゆき）
41歳。本社から異動してきた。完璧美女。美を保つための努力を惜しまないが、他人の容姿にも厳しい。
倉橋 和樹（くらはし かずき）
22歳。営業部の新入社員。スイーツ男子。天然発言多めの癒しキャラ。町田を入社したての頃から優しい先輩と感じている。
仕事のミスを励ましてもらったお礼に白川にドラ焼きを手渡してから「ドラ橋くん」と呼ばれ、こっそり応援されている。
東郷 賢吾（とうごう けんご）
40歳。ダンディー営業係長。気遣いが細やかで、部下からの信頼が厚い。コーヒーが好き。
谷口 さくら（たにぐち さくら）
25歳。白川の同期。最初は白川と親しくしていたが、様々な行き違いがあり距離が生じてしまっている。
松井 友之（まつい ともゆき）
33歳。白川を誘うがアイドルにガチ恋という口実で断られ、他の若い彼女を作る。梅本が好意を持っていた。
花岡 光代（はなおか みつよ）
29歳。スマホが手放せず、そのことがしばしばトラブルの原因になっている。SNSで承認欲求を満たしている。
姫子（ひめこ）
高校の同級生。白川に対する陰湿ないじめのリーダーだった。現在はタレントの「ヒメ」となり、グルメレポーターをしている。
白川 蘭子（しらかわ らんこ）
53歳。桃乃の母。オープンマインドに誰とも競わず桃乃を育てた。九州出身。
若宮 星羅（わかみや せいら）
22歳。第2新卒で入社した新入社員。関西出身。アプリでの婚活で誠実そうに見えた既婚者の商社マンに騙されている。

## 書誌情報
- 獅子『メンタル強め美女白川さん』KADOKAWA〈メディアファクトリーコミックエッセイ〉、既刊7巻（2025年3月5日現在）
  1. 2020年11月26日発売[10]、ISBN 978-4-04-680134-0
  2. 2021年8月26日発売[11]、ISBN 978-4-04-680819-6
  3. 2022年4月6日発売[12]、ISBN 978-4-04-681367-1
  4. 2023年1月26日発売[13]、ISBN 978-4-04-682179-9
  5. 2023年10月18日発売[14]、ISBN 978-4-04-682873-6
  6. 2024年7月2日発売[15]、ISBN 978-4-04-683689-2
  7. 2025年3月5日発売[16]、ISBN 978-4-04-684527-6

- 『メンタル強め美女白川さん ドラマ公式ブック』KADOKAWA、2022年6月22日発売[17]、ISBN 978-4-04-681564-4
- 『メンタル強め美女白川さん6 「秘密の安心カード」付き特装版』KADOKAWA、2024年7月2日発売[18]、ISBN 978-4-04-683690-8

## テレビドラマ
2022年4月7日（6日深夜）から6月23日（22日深夜）まで、テレビ東京系列の深夜ドラマ枠「ドラマParavi」で放送された。主演は民放の連続ドラマ初主演となる井桁弘恵。

### キャスト

#### 主要人物
白川桃乃（しらかわ ももの）〈25〉
演 - 井桁弘恵
営業事務。「私は私、可愛く、強く！」をモットーに生きる。
周囲のひがみやマウントなどネガティブな言動は笑顔で跳ね返す。
毎日を少し輝かせてくれる可愛い物が大好き。
町田杏花（まちだ きょうか）
演 - 野呂佳代
白川と同じ営業事務で、経理担当の先輩。ぽっちゃり体型がコンプレックス。
倉橋和樹（くらはし かずき）
演 - 佐藤龍我（美 少年 / ジャニーズJr.）
新入社員。「男らしさ」に悩むスイーツ男子。一人の時間を好む。
朝比奈林檎（あさひな りんご）
演 - 東野絢香
新入社員。一生懸命な頑張り屋。シャイな性格で自分に自信が持てない。
梅本カンナ（うめもと カンナ）
演 - 秋元才加
町田の同期。営業事務。仕事の出来る姉御肌。素直になれない自分に自己嫌悪。

#### まそほホールディングス
白川たちの勤務する会社。
谷口さくら
演 - 藤野涼子
白川の同期。白川とは親友になれるはずだったが、些細なことの積み重ねで関係をこじらせてしまう。
羽柴美雪
演 - 遊井亮子（中学時代：小菅汐梨）
本社から異動してきた。誰よりも努力し美を追求してきた完璧アラフォー美女。
松井友之
演 - 庄野崎謙
営業部。倉橋の先輩。梅本がひそかに思いを寄せていた。
東郷賢吾
演 - 柏原収史
営業部の課長。ダンディ。気遣いも細やかで、部下からの信頼も厚い。
鈴木美央
演 - 田中佐季
営業事務。梅本の後輩。白川に「お菓子外し」をしたこともある。
永井麻里
演 - 高橋みお
営業事務。梅本の後輩。白川が優遇されていると感じて、あまり良い感情を持っていない。
田中剛志
演 - 小澤雄志
営業部。
河合壮介
演 - 榊原美鳳
営業部。
三崎涼
演 - 中津川巧
営業部。
竹田慎一
演 - 重田裕友樹
営業部。
吉村悠子
演 - 桜まゆみ
営業部。白川を疎んじていている。既婚者で子供がいる。

#### その他
熊のぬいぐるみ
演 - 小林星蘭（ナレーション・声）
白川の部屋に置かれている熊のぬいぐるみの声。
姫子
演 - 黒木ひかり（第6話・第10話）
白川の高校時代の同級生。現在はタレントとして活躍する。高校時代の白川をいじめていた。

#### ゲスト

##### 第1話
高校の男子生徒
演 - 舘秀々輝、河城英之介、北原十希明
高校時代の町田の容姿をからかっていた男子生徒。

##### 第3話
中年社員
演 - 加倉幸の助
社食で谷口の近くの席に座る。お互いの独り言がまるで会話のようになる。

##### 第4話
伊藤浩二
演 - 川末敦
取引先の営業。何度か会っても、朝比奈の名前を覚えられなかった。

##### 第5話
水野遙子
演 - 鈴木アメリ（第11話）
営業部。白川に今度は懇親会に参加するように言うが、断られる。
岡部郁郎
演 - 水野智則（第8話）
営業部長。倉橋の仕事のミスを怒り、「お前使えないな」と嫌味を言う。

##### 第6話
アズちゃん
演 - 仲田友紀子
人気モデル。白川がファンで、SNSに応援メッセージを送っている。

##### 第7話
本社社員
演 - 高野ゆらこ
羽柴の本社でのあだ名が「上から猛毒蛇女」だから気をつけてと梅本の質問に答える。

##### 第9話
白川の実家の隣家の夫婦
演 - 三宅重信、兼平由佳理
夫が白川に年齢を聞き、少しくどく結婚や子どもの話をし、後で妻が白川に謝る。
三谷
演 - 清水芽衣
職場の同僚。今月末から出産準備のため、産休に入る。
職場の同僚（役名不明）
演 - 宮地尚子（第8話・最終話）

##### 第10話
姫子の友人
演 - 森永さくら、矢島愛萌
姫子の高校時代の友人たち。

##### 第11話
林檎の同期社員
演 - 中尾百合音、竹野留里

### スタッフ
- 原作 - 獅子『メンタル強め美女白川さん』（KADOKAWA刊）
- 脚本 - 狗飼恭子、下田悠子、池田千尋[26]
- 監督 - 池田千尋、高橋名月、坂梨有剋、菊地健雄[26]
- 音楽 - 羽深由理[43]
- オープニングテーマ - こはならむ「私の幸せは私が決めるの!」（avex trax）[44]
- エンディングテーマ - Anna「私の道」（ユニバーサルJ / UNIVERSAL MUSIC）[25][45]
- チーフプロデューサー - 山鹿達也（テレビ東京）[1]
- プロデューサー - 木下真梨子（テレビ東京）、鈴木麻央、藤掛匡史[1]
- 制作 - テレビ東京、テレビ東京制作
- 製作著作 - 「メンタル強め美女白川さん」製作委員会

### 放送日程
| 各話   | 放送日  | ラテ欄               | 脚本              | 監督     |
| ------ | ------- | -------------------- | ----------------- | -------- |
| 第1話  | 4月07日 | ストレス社会を救う!  | 狗飼恭子          | 池田千尋 |
| 第2話  | 4月14日 | 好きを伝える最強術!  | 下田悠子          | 池田千尋 |
| 第3話  | 4月21日 | 女性の悩みPMSとは    | 下田悠子          | 池田千尋 |
| 第4話  | 4月28日 | 悩める先輩の新人教育 | 狗飼恭子          | 高橋名月 |
| 第5話  | 5月05日 | スイーツ男子の悩み…  | 狗飼恭子          | 高橋名月 |
| 第6話  | 5月12日 | ポジティブ思考の秘密 | 池田千尋          | 池田千尋 |
| 第7話  | 5月19日 | 大波乱…美魔女登場!   | 狗飼恭子 下田悠子 | 池田千尋 |
| 第8話  | 5月26日 | 暴かれた美魔女の秘密 | 狗飼恭子          | 池田千尋 |
| 第9話  | 6月02日 | 結婚?出産?生きる道   | 狗飼恭子          | 高橋名月 |
| 第10話 | 6月09日 | 誰かを救う!褒め活術  | 狗飼恭子          | 坂梨有剋 |
| 第11話 | 6月16日 | 書類盗難!?同期の確執 | 狗飼恭子          | 菊地健雄 |
| 最終話 | 6月23日 | 自分らしく生きる道!  | 狗飼恭子          | 菊地健雄 |

### 放送局
| 放送期間          | 放送時間                     | 放送局         | 対象地域       | 備考           |
| ----------------- | ---------------------------- | -------------- | -------------- | -------------- |
| 4月7日 - 6月23日  | 木曜 0:30 - 1:00（水曜深夜） | テレビ東京     | 関東広域圏     | 製作局         |
|                   |                              | テレビ大阪     | 大阪府         |                |
|                   |                              | テレビ愛知     | 愛知県         |                |
|                   |                              | テレビせとうち | 岡山県・香川県 |                |
|                   |                              | テレビ北海道   | 北海道         |                |
|                   |                              | TVQ九州放送    | 福岡県         |                |
| 4月21日 - 7月14日 | 木曜 0:45 - 1:15（水曜深夜） | 青森朝日放送   | 青森県         |                |
| 5月25日 - 8月10日 | 水曜 0:21 - 0:51（火曜深夜） | びわ湖放送     | 滋賀県         |                |
| 7月22日 - 10月7日 | 金曜 0:00 - 0:30（木曜深夜） | BSテレ東       | 全国           |                |
|                   |                              | BSテレ東4K     | 全国           | 4K制作版で放送 |

| テレビ東京系 ドラマParavi                             | テレビ東京系 ドラマParavi                           | テレビ東京系 ドラマParavi                             |
| 前番組                                                | 番組名                                              | 次番組                                                |
| ----------------------------------------------------- | --------------------------------------------------- | ----------------------------------------------------- |
| 部長と社畜の恋はもどかしい （2022年1月6日 - 3月24日） | メンタル強め美女白川さん （2022年4月7日 - 6月23日） | みなと商事コインランドリー （2022年7月7日 - 9月22日） |

## ボイスコミック
2022年1月19日より、YouTubeのコミックエッセイ劇場【公式】にてボイスコミック動画が公開されている。
キャスト
- 白川桃乃 - 早見沙織[6][5]
- 町田杏花 - 中上育実[49]
- 梅本カンナ - 塚田悠衣[49]
- 朝比奈林檎 - 朝日奈丸佳[50]
- 倉橋和樹 - 野田てつろう[50]